# スティーヴン・モファット
スティーヴン・モファット（Steven Moffat、1961年11月18日 - ）は、イギリスの脚本家・テレビプロデューサーである。スコットランド出身。

## 来歴
グラスゴー大学在学中に学内のテレビ局に夢中になるも、小学校の校長をしていた父親に倣い高校教師として3年半教鞭をとる。勤務する高校がテレビドラマ『ハイウェイ』の撮影現場となった際、プロデューサーに「学校新聞についての脚本を書いていて、これはテレビドラマに向いている」と売り込む。脚本を読んだプロデューサーは「今まで読んだ中で最も素晴らしい脚本」と評価、『プレス・ギャング』というタイトルで1989年から1993年までITVで放送された。その後本格的に脚本家として働くことを決意。
シットコムやコメディを主に執筆していたが徐々にSF作品が増え、2005年からSFドラマ『ドクター・フー』の脚本に抜擢。ダークで知的な作風が有名になり、テレビ番組に与えられる賞以外に世界最古のSF賞であるヒューゴー賞も受賞する。
現在はラッセル・T・デイヴィスの後を引き継ぎ『ドクター・フー』の製作総指揮とメイン脚本家を担当。ほぼ同時期にスティーヴン・スピルバーグとピーター・ジャクソンに熱望され初めての映画脚本となる『タンタンの冒険/ユニコーン号の秘密』を執筆するが、『ドクター・フー』の製作と同時進行が難しいことから第一稿のみで離れている。

## 逸話
高校教師時代に最初の結婚をしているが、『プレス・ギャング』の放送中に妻の浮気が原因で離婚。それ以来私生活での不幸を脚本や登場人物たちに投影することが多くなる。1996年にミスター・ビーンなどのコメディを主に手がけるテレビプロデューサーのスー・ヴァーチューと出会い、公私ともにパートナーとして関係を続けている。二人の間にはジョシュアとルイスの二人の息子がいる。
『ドクター・フー』の脚本を担当する以前に、1999年放送のチャリティ番組で『ドクター・フー』のパロディドラマの脚本を担当している。2005年から2010年まで『ドクター・フー』の製作総指揮とメイン脚本家を担当していたラッセル・T・デイヴィスは「他の脚本家が書いた脚本を手直しすることはよくあったが、モファットの脚本は単語１つとして手を入れたことはなかった」と語っている。

## 携わった作品

### 脚本
- 『プレス・ギャング（英語版）』Press Gang（1989年 – 1993年）
- 『ステイ・ラッキー（英語版）』Stay Lucky（1990年）
- 『ジョーキング・アパート（英語版）』Joking Apart（1991年 – 1995年）
- Exam Conditions（1992年）
- 『マーダー・モスト・ホレッド（英語版）』Murder Most Horrid（1994年、1996年、1999年）
- 『チョーク（英語版）』Chalk（1997年）
- "Doctor Who: The Curse of Fatal Death" (en) （1999年）
- 『カップリング（英語版）』Coupling（2000年 – 2004年）
- 『ドクター・フー』（2005年 – 2008年、2010年 – 2017年[1]）
- BBCプロムス（2010年）
- 『ジキル』（2007年）
- 『SHERLOCK』（2009年 – ）
- 『タンタンの冒険/ユニコーン号の秘密』（2011年、実際の執筆は2007年 – 2008年）
- 『ドラキュラ伯爵』(2020年)

### プロデューサー
- "Chalk"（1997年）
- "Coupling"（2003年）
- 『ジキル』（2007年）
- "Doctor Who Confidential" (en) （2009年 – 2011年）
- 『SHERLOCK』（2009年 – ）
- 『ドクター・フー』（2010年 – 2017年[1]）